# Casten Nemra
Casten Ned Nemra (ur. 29 lipca 1971 w Kwajalein) – polityk z Wysp Marshalla. Został wybrany prezydentem Wysp Marshalla w styczniu 2016 roku i był nim przez 17 dni. 28 stycznia został obalony przez wotum nieufności, stając się najmłodszym byłym prezydentem świata.
Obecnie pełni funkcję ministra spraw zagranicznych.